# King of the Ants
King of the Ants és una pel·lícula independent neo-noir de thriller criminal estatunidenca del 2003 dirigida per Stuart Gordon, escrita de Charlie Higson, i protagonitzat per Chris McKenna, Kari Wuhrer, George Wendt, Vernon Wells, i Daniel Baldwin. Va ser una adaptació de la novel·la homònima de Higson de 1992 i va ser una de les primeres pel·lícules produïdes per The Asylum.

## Argument
Sean Crawley és un jove amb dificultats que intenta arribar a final de mes pintant cases als suburbis de Los Angeles. Un dia, en Sean coneix el "Duke" Wayne, que li presenta al seu cap, un promotor immobiliari ombrívol anomenat Ray Matthews. Ray contracta en Sean com a espia i li ordena que segueixi Eric Gatley, un comptable que ha estat investigant l'empresa de Ray. Els problemes comencen quan Ray, mentre està borratxo, ofereix a Sean 13.000 dòlars per matar l'Eric. En Sean accepta la seva oferta i, encara que ambivalent, acaba matant Gatley entrant a casa seva i colpejant-lo fins a la mort. Quan Sean va a cobrar la seva paga, però, és traumàtic i quan insisteix que li paguin, és segrestat i portat a la granja assegurada de Ray. Sembla que Matthews mai va tenir cap intenció de pagar en Sean per l'assassinat, perquè només volia utilitzar-lo i eliminar-lo. Però en Sean sobreviu després d'haver-li posat una bala al cap i després revela que havia pres l'expedient de treball de Gatley i l'havia amagat juntament amb la seva documentació dels esdeveniments que van conduir a l'assassinat.
Quan la tortura no aconsegueix que reveli el parador de l'arxiu, en Ray i els seus secuaços diàriament li peguen brutalment al cap amb pals de golf durant setmanes en un esforç per destruir-li la memòria. Després de patir una gran quantitat de trauma, Sean s'escapa, mata Duke, i troba el seu camí cap a un refugi per a persones sense sostre del centre de la ciutat on la vídua de Gatley, Susan, el porta sota la seva ala, inconscient del seu paper en la seva tragèdia personal. Després que ella el cuidi, ell sent que ha tornat a néixer i es fan amants i ell es trasllada a casa seva. Però després d'unes setmanes, Susan troba el seu fitxer que descriu l'assassinat i, enfurismada, l'ataca físicament. En defensant-se, Sean la mata accidentalment.
Després d'haver perdut el que va veure com la seva redempció i renaixement, més enutjat i cínic que mai, Sean torna a la granja de Ray i es venja dels seus captors de manera metòdica i despietada; havent arribat abans que Ray, troba el cos de Duke i el decapita, eliminant les ferides que implicarien la seva implicació. Mentre esperava en Ray, en Sean crema el cap d'en Duke en una foguera juntament amb fotos de Susan, exclamant que si no fos per ell i els seus amics podria haver tingut una vida feliç. S'amaga a la casa mentre els secuaces de Ray el busquen. En Sean salta amunt del Carl, li colpeja al pit amb un martell i el llença les escales avall. Carl es troba a terra sense poder moure's de la hemorràgia interna. Beckett entra a la casa per trobar en Carl quan Sean es trenca una cama i li colpeja l'esquena, paralitzant-lo.
Amb els dos secuaces incapaços de moure's, va cap a Ray, l'aboca amb gasolina i li incendia. Torna a la casa per fer front als ferits Carl i Beckett, que li demanen assistència mèdica i li pregunten per què. En Sean simplement respon preguntant si cal que hi hagi una raó per la seva venjança. En Sean encén els fogons i surt de casa. Li canvia les sabates per fer semblar que el trio estava treballant a la casa quan es produeix un accident. En Sean encén una de les sabates d'en Ray i la llença a la casa; Beckett i Carl criden i ploren mentre en Sean s'allunya de la casa abans que exploti.

## Repratiment
- Chris McKenna com a Sean Crawley
- Kari Wuhrer com Susan Gatley
- George Wendt com a Duc Wayne
- Vernon Wells com a Beckett
- Lionel Mark Smith com a Carl
- Timm Sharp com a George
- Carissa Kosta com a Maureen
- Ron Livingston com a Eric Gatley
- Daniel Baldwin com a Ray Matthews
- Carlie Westerman com a Catlin Gatley
- Ian Patrick Williams com a Tony
- Shuko Akune com a Meade Park

## Producció
Es basa en una novel·la de l'escriptor Charlie Higson, que també va escriure el guió de la pel·lícula. L'actor George Wendt va llegir la novel·la i va contactar amb Higson sobre una adaptació cinematogràfica. Higson va respondre que hi havia hagut interès en el passat però que no s'havia materialitzat res. Aleshores, Wendt va portar la novel·la a l'atenció de Stuart Gordon i van poder tirar endavant el projecte. Wendt i Gordon havien treballat anteriorment junts al teatre de Chicago. Van trigar set anys a trobar una empresa disposada a produir la pel·lícula. The Asylum era l'únic estudi disposat a comprometre's amb una història tan fosca i violenta. Aquesta va ser la primera pel·lícula que The Asylum va produir; anteriorment havien treballat exclusivament com a distribuïdor.

## Estrena
King of the Ants es va estrenar al Festival Internacional de Cinema de Seattle de 2003.
La pel·lícula va ser estrenada en DVD per DEJ Productions el 29 de juny de 2004. El 5 de juliol d'aquell mateix any va ser estrenada per Mosaic. La pel·lícula va ser estrenada més tard per First Look Pictures el 24 d'agost de 2005. First Look llançaria una edició en caixa metàl·lica de la pel·lícula el 6 d'octubre de 2009.

## Recepció
Ken Eisner de Variety va escriure que, tot i que la pel·lícula té una escriptura intel·ligent, un director veterà i "un començament prou atractiu", no pot decidir si es tracta d'una pel·lícula de terror, tàpera neo-noir o thriller psicològic. Marjorie Baumgarten de The Austin Chronicle la va puntuar amb 3/5 estrelles i l'anomenava "un esforç indie intrigant" que és "refrescantment impredictible". Ain't It Cool News va elogiar la pel·lícula, qualificant-la de millor pel·lícula del director Gordon. El crític va elogiar l'actuació, l'enfocament intel·ligent i la diferència de la pel·lícula en comparació amb els treballs anteriors del director.
Ross Williams de Film Threat la va puntuar amb 4/5 estrelles i la va qualificar de millor pel·lícula de Gordon des de Re-Animator. Mike Pinsky de DVD Verdict va escriure que la primera meitat de la pel·lícula ha promès, però "la segona meitat del guió és un embolic complet."